# Danochrysa madseni
Danochrysa madseni là một loài côn trùng trong họ Chrysopidae thuộc bộ Neuroptera. Loài này được Willmann miêu tả năm 1993.